# 죽지 않는 소년을 사랑한 소녀
《죽지 않는 소년을 사랑한 소녀》(일본어: 死なない男に恋した少女 시나나이 오토코니 코이시타 쇼죠[*])는 소라노 가즈키 작품의 일본의 라이트 노벨이다. 삽화는 뿌요가 담당했다. 호비 재팬・HJ 문고 발행. 제 1회 노벨 재팬 대상 장려상 수상 작품을 개작한 후 시리즈 화.